# Sima Yi

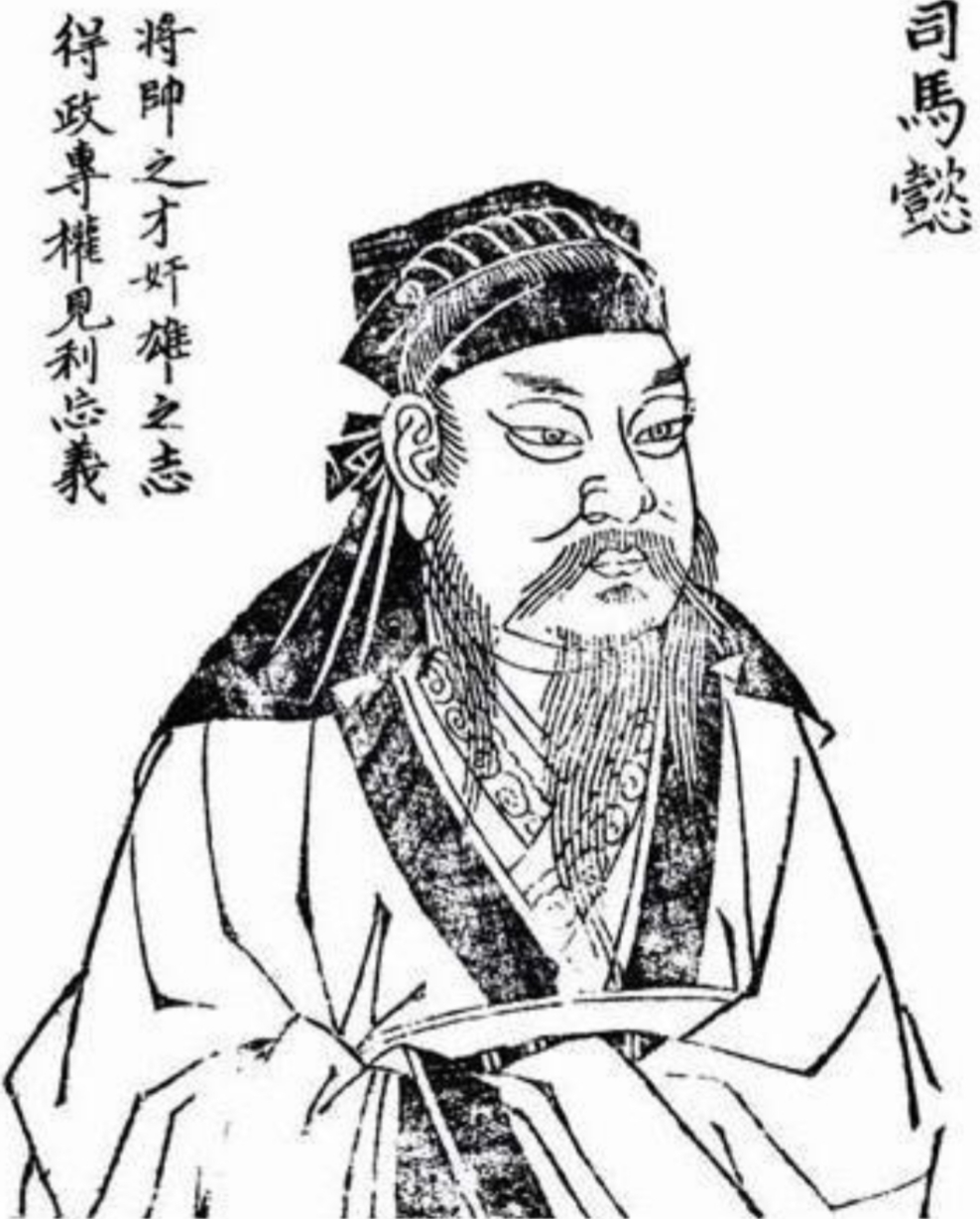
Dibujo de Sima Yi.

Sima Yi (179 - 7 de septiembre de 251) fue un estratega, militar y político de Cao Wei durante el período de los Tres Reinos en China, al servicio de Cao Cao, y luego de Cao Pi, Cao Rui, y Cao Fang. Es conocido por defender a Cao Wei de las expediciones del norte de Zhuge Liang. Su éxito y consecuente aumento de prestigio posibilitó el inicio de la dinastía Jin a partir de su nieto Sima Yan que posteriormente terminó con la era de los Tres Reinos. Después de la fundación de la dinastía Jin, Sima Yi fue honrado con el título de Emperador Yuan de Jin.